# Liste der Truppenteile der Heereslogistiktruppen des Heeres der Bundeswehr
Die Liste der Truppenteile der Heereslogistiktruppen des Heeres der Bundeswehr enthält alle aufgelösten, aktiven und nicht aktiven (Geräteeinheiten, gekaderte Bataillone) Verbände und Großverbände der Heereslogistiktruppen (bzw. deren Vorgänger Nachschubtruppe, Instandsetzungstruppe, Quartiermeistertruppe und Feldzeugtruppe usw.) sowie eine kurze Übersicht über ihren Aufstellungszeitpunkt, Stationierungsorte, Unterstellung und über ihre Auflösung oder Umbenennung. Die Liste umfasst auch Verbände die nicht vollständig aber zu bedeutenden Anteilen aus Soldaten der Logistiktruppe bestehen. Die Liste umfasst daher beispielsweise neben Logistikverbänden auch Instandsetzungs-, Transport-, Nachschub- und Instandsetzungsverbände und Dienststellen der Depotorganisation.

## Einführung in die Nummerierungskonventionen
Seit der Heeresstruktur II bis etwa 1990 erfolgte die Nummerierung der Logistikverbände anhand einer stringenten Nummerierungskonvention. In dieser Zeit konnte man der Bezeichnung meist direkt die Unterstellung des Bataillons oder des Regiments entnehmen. Bei Unterstellungswechseln, Umgliederungen etc. wurde die Nummer bis auf Ausnahmefälle in der Regel jeweils konsequent angepasst. In dieser Zeit gilt umgekehrt aber auch, dass Verbände gleicher Nummer nicht immer in derselben Traditionslinie gesehen werden können. Nach 1990 und Eingliederung von Teilen der aufgelösten Nationalen Volksarmee und den erheblichen Umgliederungen in den Jahren nach Ende des Kalten Krieges wurde diese Anpassung oft nicht mehr vorgenommen; die Verbände behielten aus Tradition oft ihre Bezeichnung. Ihre Unterstellung lässt sich damit aus ihrer Nummer meist nicht mehr ableiten. Gewisse Rückschlüsse ergeben sich aber in Bezug auf ihre Herkunft und Traditionslinie. Im Folgenden wird die Systematik geordnet nach Größenordnungen der Verbände vorgestellt. Die nachfolgenden Überlegungen zur Systematik der Bezeichnung bleiben aber auch für die Zeit vor 1990 stets nur als prinzipielles Konzept zu verstehen. Im Falle von Truppenversuchen, in der Aufstellungs- und Auflösungsphase etc. sind immer wieder Abweichungen von der Regel anzutreffen.

## Legende
Die Legende gilt für alle folgenden Listen
| Legende                               |
| ------------------------------------- |
| Aufgelöster Verband                   |
| Teilaktiver oder nichtaktiver Verband |
| Aktiver Verband                       |

## Kommandos

### Heeresunterstützungskommando
Das Heeresunterstützungskommando bestand neben anderen Truppengattungen vorwiegend aus Logistikverbänden.
|  | Bezeichnung | Aufstellung (aus) | Stabssitz | Verbleib       | Bemerkung                          |
|  | ----------- | ----------------- | --------- | -------------- | ---------------------------------- |
|  | HUstgKdo    | 1995              | Koblenz   | 2003 aufgelöst | unterstand Führungsstab des Heeres |

### Instandsetzungskommandos
Die Instandsetzungskommandos waren Kommandos in Brigadestärke auf Ebene der Korps. Jedem der deutschen Korps (I., II., III. Korps) wurde jeweils ein Instandsetzungskommando als Teil der Korpstruppen in der Heeresstruktur IV unterstellt. Ihre Bezeichnung glich dabei zuletzt der Nummer des übergeordneten Korps (Instandsetzungskommando 1 für das I. Korps, Instandsetzungskommando 2 für das II. Korps usw.).
|  | Bezeichnung | Aufstellung (aus) | Stabssitz | Verbleib       | Bemerkung             |
|  | ----------- | ----------------- | --------- | -------------- | --------------------- |
|  | InstKdo 1   | 1972              | Bielefeld | 1994 aufgelöst | unterstand I. Korps   |
|  | InstKdo 2   | 1972              | Ulm       | 1993 aufgelöst | unterstand II. Korps  |
|  | InstKdo 3   | 1967              | Koblenz   | 1993 aufgelöst | unterstand III. Korps |

### Nachschubkommandos
Die Nachschubkommandos waren Kommandos in Brigadestärke auf Ebene der Korps. Jedem der deutschen Korps (I., II., III. Korps) wurde jeweils ein Nachschubkommando als Teil der Korpstruppen in der Heeresstruktur IV unterstellt. Ihre Bezeichnung glich dabei zuletzt der Nummer des übergeordneten Korps (Nachschubkommando 1 für das I. Korps, Nachschubkommando 2 für das II. Korps usw.).
|  | Bezeichnung | Aufstellung (aus) | Stabssitz             | Verbleib       | Bemerkung             |
|  | ----------- | ----------------- | --------------------- | -------------- | --------------------- |
|  | NschKdo 1   | 1972              | Rheine                | 1994 aufgelöst | unterstand I. Korps   |
|  | NschKdo 2   | 1972              | Ulm                   | 1993 aufgelöst | unterstand II. Korps  |
|  | NschKdo 3   | 1972              | Diez, ab 1993 Koblenz | 1995 aufgelöst | unterstand III. Korps |

### Versorgungskommandos
Im Territorialheer erhielten zur Einnahme der Heeresstruktur III analog die korpsähnlichen Territorialkommandos jeweils mindestens ein Versorgungskommando mit den typischen Nummern 800 (Territorialkommando Nord), 850 und 860 (Territorialkommando Süd) und 600 (Territorialkommando Schleswig-Holstein). Während bei den Korps des Feldheeres getrennte Kommandos für die Instandsetzung und den Nachschub ausgeplant wurden, umfassten die Versorgungskommandos in der Mehrzahl sowohl Nachschieber als auch Instandsetzer. Außerdem führten die Versorgungskommandos die Heeresinstandsetzungswerke und Depots (darunter z. B. auch die Sanitätsdepots) des Heeres.
|  | Bezeichnung | Aufstellung (aus) | Stabssitz   | Verbleib       | Bemerkung                             |
|  | ----------- | ----------------- | ----------- | -------------- | ------------------------------------- |
|  | VersKdo 600 | 1970              | Flensburg   | 1994 aufgelöst | unterstand TerrKdo Schleswig-Holstein |
|  | VersKdo 800 | 1970              | Lingen      | 1994 aufgelöst | unterstand TerrKdo Nord               |
|  | VersKdo 850 | 1970              | Limburg     | 1992 aufgelöst | unterstand TerrKdo Süd                |
|  | VersKdo 860 | 1970              | Germersheim | 1994 aufgelöst | unterstand TerrKdo Süd                |

### Unterstützungskommandos
Die Unterstützungskommandos bestanden neben Soldaten anderer Truppengattungen überwiegend aus Logistikverbänden.
|  | Bezeichnung | Aufstellung (aus) | Stabssitz            | Verbleib       | Bemerkung                           |
|  | ----------- | ----------------- | -------------------- | -------------- | ----------------------------------- |
|  | UstgKdo 3   | 1986              | Köln                 | 1994 aufgelöst | unterstand Wehrbereichskommando III |
|  | UstgKdo 4   | 1986              | Diez                 | 1997 aufgelöst | unterstand Wehrbereichskommando IV  |
|  | UstgKdo 5   | 1986              | Ludwigsburg          | 1993 aufgelöst | unterstand Wehrbereichskommando V   |
|  | UstgKdo 7   | 1988              | Mönchengladbach      | 1992 aufgelöst | unterstand Territorialkommando Nord |
|  | UstgKdo 8   | 1986              | Zweibrücken          | 1997 aufgelöst | unterstand Territorialkommando Süd  |
|  | UstgKdo 9   | 1986              | zuletzt Philippsburg | 1997 aufgelöst | unterstand Territorialkommando Süd  |

## Brigaden
|  | Bezeichnung | Aufstellung (aus)  | Stabssitz          | Verbleib                             | Bemerkung |
|  | ----------- | ------------------ | ------------------ | ------------------------------------ | --- |
|  | LogBrig 1   | 1993               | Lingen             | 2003 aufgelöst; Teile an LogBrig 100 | unterstand die längste Zeit dem Heeresunterstützungskommando; in der SKB wurde 2006 eine neue LogBrig 1 mit Stab in Delmenhorst aufgestellt |
|  | LogBrig 2   | 1994               | Germersheim        | 2003 aufgelöst                       | unterstand die längste Zeit dem Heeresunterstützungskommando                                                                                |
|  | LogBrig 4   | 1994 (LogBrig Ost) | Strausberg         | 2003 aufgelöst                       | unterstand die längste Zeit dem Heeresunterstützungskommando                                                                                |
|  | LogBrig Ost | 1991               | Strausberg         | 1994 in LogBrig 4 umgegliedert       | unterstand Korps/Territorialkommando Ost |
|  | LogBrig 100 | 2002               | Unna               | 2007 aufgelöst                       | unterstand Heerestruppenkommando |
|  | LogBrig 200 | 2003               | Tauberbischofsheim | 2007 aufgelöst                       | unterstand Heerestruppenkommando |

## Regimenter
- Logistikregiment 1
- Logistikregiment 4 usw.

## Bataillone

### Versorgungsbataillone
|  | Bezeichnung                                | Aufstellung (aus)                          | Standort                                           | Verbleib | Bemerkung                                     |
|  | ------------------------------------------ | ------------------------------------------ | -------------------------------------------------- | -------- | --------------------------------------------- |
|  | Versorgungsbataillon 4                     | 01.07.2014 (Logistikbataillon 4)           | Arnulf-Kaserne, Roding                             | aktiv    | unterstellt der Panzerbrigade 12              |
|  | Versorgungsbataillon 7                     | 01.07.2015 (Logistikbataillon 7)           | Glückauf-Kaserne, Unna                             | aktiv    | unterstellt der Panzerbrigade 21              |
|  | Versorgungsbataillon 8                     | 01.04.2024 (Gebirgsversorgungsbataillon 8) | Allgäu-Kaserne, Füssen                             | aktiv    | unterstellt der 10. Panzerdivision            |
|  | Versorgungsbataillon 131                   | 01.04.2014 (Logistikbataillon 131)         | Kyffhäuser-Kaserne, Bad Frankenhausen              | aktiv    | unterstellt der Panzergrenadierbrigade 37     |
|  | Versorgungsbataillon 141                   | 01.07.2015 (Logistikbataillon 141)         | Wilhelmstein-Kaserne, Neustadt am Rübenberge       | aktiv    | unterstellt der Panzerlehrbrigade 9           |
|  | Versorgungsbataillon 142                   | 01.10.2015 (Logistikbataillon 142)         | Ernst-Moritz-Arndt-Kaserne, Hagenow                | aktiv    | unterstellt der Panzergrenadierbrigade 41     |
|  | Deutsch-Französisches Versorgungsbataillon | 01.01.2007                                 | Robert-Schuman-Kaserne, Müllheim im Markgräferland | aktiv    | unterstellt der Deutsch-Französischen Brigade |

## Weitere Logistikeinrichtungen und Logistikverbände im Heer
- Die Einrichtungen im Zusammenhang mit der Treibstofflogistik, insbesondere der NATO-Pipeline, wurden meist durch die Pioniertruppe geführt. Zur Pioniertruppe zählten auch die Fähren der Flusspioniere.
- Die Sanitätstruppe verfügte über umfangreiche Transportkapazitäten zum Verwundetransport auf der Straße und Schiene.
- Die Heeresfliegertruppe verfügt neben eigener umfangreicher Instandsetzungseinheiten für ihre Fluggeräte über Transporthubschrauberregimenter oder ähnlich bezeichnete oder ähnlich zum Lufttransport befähigte Truppenteile.
- Ein besonderer Bereich der Logistik ist die Feldpost der Bundeswehr.
- Daneben verfügten fast alle Truppengattungen über eigene Versorgungs- und Unterstützungskompanien.

## Weitere Logistikeinrichtungen und Logistikverbände der Marine und Luftwaffe
Luftwaffe und Marine haben keine Truppengattungen definiert, besitzen entsprechend auch keine Logistiktruppe oder ähnliches, weisen aber vergleichbare Logistikverbände für die Versorgung an Land, zu Wasser und via Lufttransport auf.
Für die Marine vergleiche beispielsweise:
- Marineunterstützungskommando
- Marinetransportformationen der Bundeswehr
- Versorgungsflottille

Für die Luftwaffe:
- Lufttransportkommando
- European Air Transport Command
- Flugbereitschaft des Bundesministeriums der Verteidigung

## Zivil organisierte Logistik der Bundeswehr
Beispiele:
- Heeresinstandsetzungslogistik
- Marinearsenal
- Gesicherter Gewerblicher Strategischer Seetransport
- BwFuhrparkService

## Abkürzungen
- HUstgKdo → Heeresunterstützungskommando
- InstKdo → Instandsetzungskommando
- LogBrig → Logistikbrigade
- NschKdo → Nachschubkommando
- VersKdo → Versorgungskommando
- LANDJUT → Hauptquartier der Alliierten Landstreitkräfte Schleswig-Holstein und Jütland
- TerrKdo → Territorialkommando
- TerrKdo SH → Territorialkommando Schleswig-Holstein
- UstgKdo → Unterstützungskommando